# Stachylidium bicolor
Stachylidium bicolor är en svampart som beskrevs av Link 1809. Stachylidium bicolor ingår i släktet Stachylidium, divisionen sporsäcksvampar och riket svampar.   Inga underarter finns listade i Catalogue of Life.